# Ludwik Kalkstein

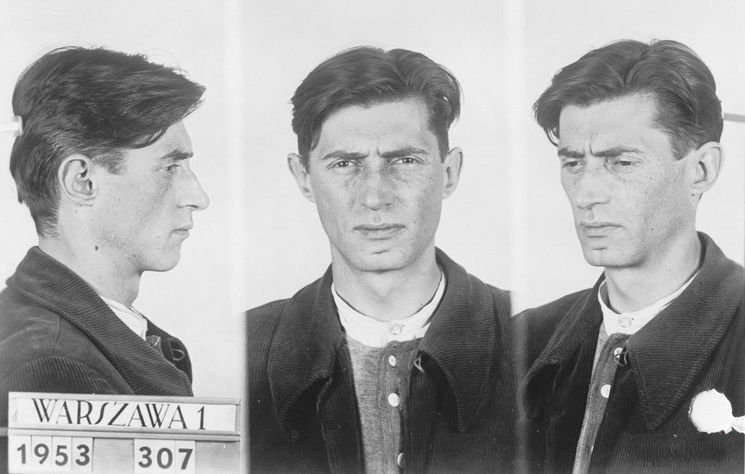
Ludwik Kalkstein po aresztowaniu przez MBP (1953)

Ludwik Kalkstein, pseudonimy Hanka, Granica (ur. 13 marca 1920 w Warszawie, zm. 26 października 1994 w Monachium) – polski literat, żołnierz konspiracji, agent Gestapo w Armii Krajowej, następnie członek SS.

## Życiorys
Urodzony 13 marca 1920 w Warszawie jako syn Edwarda Kalksteina i Ludwiki z Kucińskich, właścicieli sklepu z tekstyliami. Ludwik Kalkstein utrzymywał, że jest potomkiem pułkownika Krystiana Kalksteina, który żył w XVII wieku, lecz nie ma na to potwierdzenia w dokumentach, według genealogii był potomkiem Kalksteinów z ziemi Brodnickiej, pierwszym Kalksteinem osiadłym w okolicy Brodnicy był Jan Kalkstein, któremu Ludwig von Erlichshausen w 1450 roku nadał 11 łanów ziemi na prawie magdeburskim w Świeciu koło Brodnicy, w okolicy  Brodnicy mieszkała też gałąź Kalksteinów wywodząca się z Polaszek
W 1939 roku Ludwik Kalkstein ukończył gimnazjum, we wrześniu wyjechał do Wilna, gdzie prawdopodobnie działał w konspiracji. W styczniu 1940 powrócił do Warszawy, gdzie wszedł w skład wywiadu ofensywnego ZWZ-AK. Działał w sieci wywiadowczej Stragan.
Wiosną 1941 zorganizował własną grupę Hanka (tzw. siatka „H”), rozwijając własną siatkę informatorów. Po roku działalności wywiadowczej został awansowany na stopień podporucznika i odznaczony Krzyżem Walecznych za kradzież niemieckiego planu sytuacyjnego lądowisk w okupowanej Europie oraz receptury nowego stopu aluminium. Został aresztowany przez Niemców w kwietniu 1942, po wielomiesięcznym śledztwie i aresztowaniu rodziców, zgodził się z nimi współpracować, przypominając sobie swoje niemieckie pochodzenie. Z więzienia w alei Szucha w Warszawie wyszedł w październiku 1942, jako agent nr 97 – nosił nazwiska Paul Heuchel i Konrad Stark. W tym czasie wywiad AK otrzymał informacje o jego straceniu. Do siatki wywiadowczej Gestapo wciągnął Eugeniusza Świerczewskiego (męża swojej siostry) i swoją przyszłą żonę Blankę Kaczorowską (poślubioną 14 listopada 1942). Jego grupa przyczyniła się do aresztowania 30 czerwca 1943 gen. Stefana Roweckiego. Bilans działalności Kalksteina w okresie 1942–1943 to ponad 500 aresztowanych dowódców i współpracowników wywiadu Armii Krajowej.
W grudniu 1943 kontrwywiad AK zdemaskował Ludwika Kalksteina i Eugeniusza Świerczewskiego jako agentów Gestapo. 25 marca 1944 Wojskowy Sąd Specjalny AK wydał na nich wyrok śmierci za zdradę. Świerczewski został trzy miesiące potem zlikwidowany, natomiast Kalkstein schronił się w strzeżonej, zamkniętej dzielnicy niemieckiej. Po śmierci szwagra wstąpił do SS. W powstaniu warszawskim pozostawał w szeregach SS, ale nie walczył. Po powstaniu pracował w SS w Grójcu. Po 1945 uciekł z Niemcami na Zachód, po czym powrócił do Łodzi z misją dywersyjną, z której prawdopodobnie zrezygnował.
Bezpośrednio po wojnie wielokrotnie zmieniał nazwisko, kolejno na Święcki, Świerk, Świerkiewicz. Początkowo mieszkał w Krakowie, później był kierownikiem szkoły podstawowej w Chorzewie, a w Niechorzu został szefem spółdzielni rybackiej. Jesienią 1945 zamieszkał w Szczecinie. Pracował tam jako dziennikarz dziennika „Kurier Szczeciński”, pisząc socrealistyczne teksty o rybakach i marynarzach. Polskie Radio Szczecin emitowało jego słuchowiska. W 1949 został zatrzymany za próbę nielegalnego przekroczenia granicy, zgodził się współpracować ze Służbą Bezpieczeństwa (ps. „Granica”), po czym został zwolniony, gdyż jego prawdziwej tożsamości nie odkryto. Zaangażował się w organizację życia literackiego w Szczecinie, chcąc założyć na wyspie Karsibór osadę literacko-marynistyczną. Został również przyjęty przez Jerzego Andrzejewskiego do Związku Literatów Polskich w Szczecinie, co nastąpiło w 1951. Reprezentował również ZLP na zjeździe czechosłowackich literatów. W wolnym czasie pisał szkice scenariuszy filmowych, którymi usiłował zainteresować wytwórnie.
Został rozpoznany i aresztowany przez Ministerstwo Bezpieczeństwa Publicznego w sierpniu 1953. 13 listopada 1954 Sąd Wojewódzki dla m. st. Warszawy skazał go „na łączną karę dożywotniego więzienia z pozbawieniem praw publicznych i obywatelskich praw honorowych na zawsze”. Jednakże w wyniku obniżenia kary w 1956 do 12 lat – termin zakończenia odbywania kary ustalono na 20 sierpnia 1965. W więzieniu pracował w bibliotece, redagował ogólnopolskie pismo więźniów „Prześwit”, pisał słuchowiska radiowe i zbierał nagrody za wzorowe zachowanie. Po wyjściu na wolność wrócił do Szczecina, ale po odebraniu pogróżek wyjechał do Warszawy. 3 sierpnia 1966 zmienił nazwisko na Ludwik Kalkstein-Stoliński, a w 1968 na Ludwik Stoliński. Wkrótce potem związał się z właścicielką prywatnego sklepu z Pomorza, a potem przeniósł się do Zielonej Góry.
W 1973 zamieszkał pod Piasecznem, gdzie z partnerką, Teresą Ciesielską, prowadził kurzą fermę. Został tam jednak odnaleziony przez dawnego żołnierza konspiracji, wobec czego wyprowadził się do miejscowości Utrata pod Jarocinem, gdzie miał wielką fermę świń. Tam został ponownie odnaleziony przez dawnego członka podziemia i w 1980 ponownie zmienił nazwisko, przyjmując po poślubionej rok wcześniej żonie nazwisko Ciesielski. W 1981 wyjechał do Francji, gdzie mieszkał jego syn (ze związku z Blanką Kaczorowską). Rodzina twierdziła, że zmarł we Francji w latach 80. Faktycznie w połowie lat 80. pojawił się w Monachium, gdzie pod nazwiskiem Edward Ciesielski (nazwisko pierwszego męża jego ówczesnej partnerki, byłego więźnia KL Auschwitz, znanego z ucieczki z Witoldem Pileckim) pracował w bibliotece Polskiej Misji Katolickiej. Według badań historyka Witolda Pronobisa, związanych ze zdradzeniem komendanta AK gen. Stefana Roweckiego „Grota”, Kalkstein pracował dla SB MSW PRL. Łącznikowało go Ministerstwo Bezpieczeństwa (MfS) NRD (Stasi). (W roku 1989 osobiście gen. Czesław Kiszczak zabrał teczkę dotyczącą tej współpracy z archiwum MfS NRD (Stasi)). Witold Pronobis nakręcił program dokumentalny „Na tropie zdrady”, który ukazał się w roku 2014, napisał również książkę na ten sam temat. Kalkstein zmarł 26 października 1994 w Monachium, a przyczyną śmierci był nowotwór. 29 października 1994 odbył się jego pogrzeb. Został pochowany na Cmentarzu Leśnym w Monachium. Przed śmiercią wystąpił do monachijskiego sądu o przywrócenie nazwiska Kalkstein, zaś w 2005 jego grób został zlikwidowany po upływie 20 lat ze względu na nieuiszczanie opłaty za następne 20 lat.
Według niepotwierdzonej wersji, w latach 70. miał być prawdziwym autorem scenariusza serialu Czarne chmury, w którym przygody głównego bohatera nawiązują do losów autentycznej postaci pułkownika Krystiana Ludwika Kalksteina, żyjącego w XVII wieku.

## Publikacje
- Kapitan Sydney, jeden z wielu[14] (1951)